# اینوه لوند
اینوه لوند (انگلیسی: Yngve Lundh; ۵ آوریل ۱۹۲۴ – ۱۰ مارس ۲۰۱۷) دوچرخه‌سوار اهل سوئد بود.